# Alessio IV di Trebisonda
Alessio IV Mega Comneno (in greco Αλέξιος Μέγας Κομνηνός?, Alexios Megas Komnēnos; Trebisonda, 1379 – 26 aprile 1429) è stato un imperatore bizantino, imperatore di Trebisonda dal 5 marzo 1417 fino alla sua morte.

## Biografia

### Origini
Alessio IV era figlio dell'imperatore Manuele III di Trebisonda e di sua moglie Eudocia, figlia di Davide IX di Georgia. Nacque a Trebisonda nel 1379. Era sposato con Teodora Cantacuzena, di ascendenza incerta. Il matrimonio venne celebrato nel 1394, quando la sposa aveva appena tredici anni.
Alessio venne associato al trono col titolo di despota da suo padre nel 1395, ma i rapporti fra i due erano difficili, dal momento che Alessio veniva giudicato come troppo ansioso di prendere il potere, tanto che, alla morte di Manuele III nel 1417, si vociferò che la sua dipartita fosse stata velocizzata proprio dal figlio.

### Regno
Alessio IV non ereditò una situazione facile: l'Impero di Trebisonda era ormai in decadenza e minacciato su più fronti.
Su quello europeo, era in conflitto aperto con Genova, la quale poco dopo la sua salita al trono sconfisse la flotta trapezuntina e occupò alcune zone sulla costa. Nel 1418 Alessio fu forzato alla firma di un accordo di pace con cui accettava di versare tributi a Genova fino al 1422. Nel 1425, tuttavia, un nuovo conflitto si protrasse fino al 1428, indebolendo ulteriormente Trebisonda.
Sul fronte asiatico, la regione era piombata nel caos dopo la morte di Tamerlano, spaccandosi in due imperi: quello di Ak Koyunlu e quello di Kara Koyunlu.
Alessio tentò di mantenere una posizione neutrale attraverso un'attenta politica matrimoniale, realizzata attraverso le sue figlie. Diede la maggiore, Elena, in sposa al despota serbo Durad Brankovich (anche se la ragazza morì giovanissima poco dopo le nozze); la seconda, di nome ignoto, a Jahan Shah, sovrano di Kara Koyunlu; e la più giovane, Maria, all'imperatore Giovanni VIII Paleologo. È invece dubbio se avesse una quarta figlia, Teodora, che sposò Ali Beg, o più probabilmente suo padre Kara Yuluk Osman, sovrano di Ak Koyunlu.
Allo stesso tempo, associò al trono suo figlio maggiore, Giovanni, nel 1417. Tuttavia, Giovanni gli si ribellò contro, prima accusando di adulterio la sua stessa madre (e uccidendo il suo presunto amante, il tesoriere di corte) e poi tentando di uccidere entrambi i genitori per prendere il trono. Fallito il colpo di stato grazie all'intervento della nobiltà, fuggì in Georgia e poi a Caffa (all'epoca una colonia genovese), e Alessio nominò suo co-imperatore il suo secondogenito, Alessandro.

### Morte
Nel 1426 Teodora morì, e il dolore di Alessio fu tale da estraniarlo dal governo, tanto che, quando, il 26 aprile 1429, Giovanni sbarcò a Trebisonda alla guida di un esercito finanziato da Genova, la stessa nobiltà che in precedenza lo aveva protetto lo tradì, convincendolo a incontrare il figlio che lo fece pugnalare la notte stessa, proclamandosi imperatore.
Ad Alessandro venne permesso andare in esilio: secondo Pero Tafur, si trasferì a Costantinopoli presso la sorella Maria.

### Sepoltura
Giovanni IV fece seppellire suo padre in un mausoleo costruito fuori la cattedrale di Chrysokephalos. La tradizione successiva, secondo cui il mausoleo conteneva il corpo di un eroe turco, permise alla tomba di venire risparmiata fino al 1918.
Nel 1916, scavi effettuati da Fëdor Ivanovič Uspenskij ritrovarono due scheletri, uno dei quali fu indicato come quello di Alessio IV. La tomba fu distrutta nel 1919 e i resti affidati prima a Chrysanthos Philippides, metropolita di Trebisonda; poi, nel 1923, durante lo scambio di popolazioni tra Grecia e Turchia, a George Kandilaptes, che li portò in Grecia perché venissero esposti al Museo bizantino e cristiano di Atene. Infine, nel 1980, furono traslati a New Soumela, vicino a Kastania, Imathia. Attualmente, quello di Alessio IV è l'unico scheletro di un imperatore bizantino noto.

## Discendenza
Da Teodora, Alessio ebbe almeno sei figli:
- Elena di Trebisonda (c.1395 - 1410) - probabilmente sposò il despota Đurađ Branković di Serbia.
- Una figlia, che sposò Jahan Shah.
- Giovanni IV di Trebisonda (c. 1403 - 1459). imperatore dopo suo padre.
- Maria di Trebisonda (c. 1404 - 1439) - sposò Giovanni VIII Paleologo.
- Alessandro di Trebisonda (1405-1459). Co-imperatore con suo padre. Sposò Maria Gattilusio, figlia di Dorino di Lesbo ed ebbero un figlio, Alessio V. Nel 1463 il sultano ottomano Mehmed II giustiziò Alessio e prese Maria per il suo harem.
- Davide II di Trebisonda (c. 1408 - 1463). imperatore dopo Giovanni e ultimo imperatore di Trebisonda. Sua figlia Anna divenne una consorte di Mehmed II, che nel 1463 lo giustiziò insieme ai suoi figli.

È invece incerto se sia anche il padre di:
- Teodora di Trebisonda, possibile moglie di Ali Beg di Ak Koyunlu. Non si fa menzione di questo matrimonio in nessuna fonte contemporanea e l'unica moglie di Ali Beg risulta essere Sara Khatun. È possibile quindi che sia stata confusa con Teodora Despina, figlia di Giovanni IV e moglie di Uzun Hassan, figlio di Ali Beg, o che la Teodora di Alessio abbia sposato invece Kara Osman, padre di Ali.
- Eudossia Valenza di Trebisonda, moglie di Nicolò Crispo, signore di Siro. Fu proposta come figlia di Alessio quando l'affermazione dell'ambasciatore Caterino Zeno, sposato con Violante Crispo, figlia di Nicolò, secondo cui era figlia di Giovanni IV, si rivelò falsa o erronea. Altri storici sostengono invece che fosse una donna genovese.

## Ascendenza
|                            |                      |                        | Genitori |  |  | Nonni |  |  | Bisnonni              |  |  | Trisnonni                |  |
|                            |                      |                        |          |  |  |       |  |  | Basilio di Trebisonda |  |  | Alessio II di Trebisonda |  |
|                            |                      |                        |          |  |  |       |  |  | Basilio di Trebisonda |  |  | Alessio II di Trebisonda |  |
|                            |                      | Jiajak Jaqeli          |          |  |  |       |  |  | Basilio di Trebisonda |  |  |                          |  |
| Alessio III di Trebisonda  |                      |                        |          |  |  |       |  |  | Basilio di Trebisonda |  |  |                          |  |
|                            |                      | Irene di Trebisonda    | …        |  |  |       |  |  |                       |  |  |                          |  |
|                            |                      | Irene di Trebisonda    | …        |  |  |       |  |  |                       |  |  |                          |  |
|                            |                      | Irene di Trebisonda    | …        |  |  |       |  |  |                       |  |  |                          |  |
| Manuele III di Trebisonda  |                      | Irene di Trebisonda    |          |  |  |       |  |  |                       |  |  |                          |  |
|                            |                      | Niceforo Cantacuzeno   | …        |  |  |       |  |  |                       |  |  |                          |  |
|                            |                      | Niceforo Cantacuzeno   | …        |  |  |       |  |  |                       |  |  |                          |  |
|                            |                      | Niceforo Cantacuzeno   | …        |  |  |       |  |  |                       |  |  |                          |  |
| Teodora Cantacuzena        |                      | Niceforo Cantacuzeno   |          |  |  |       |  |  |                       |  |  |                          |  |
|                            |                      | …                      | …        |  |  |       |  |  |                       |  |  |                          |  |
|                            |                      | …                      | …        |  |  |       |  |  |                       |  |  |                          |  |
|                            |                      | …                      | …        |  |  |       |  |  |                       |  |  |                          |  |
| Alessio IV di Trebisonda   |                      | …                      |          |  |  |       |  |  |                       |  |  |                          |  |
|                            | Giorgio V di Georgia | Demetrio II di Georgia |          |  |  |       |  |  |                       |  |  |                          |  |
|                            | Giorgio V di Georgia | Demetrio II di Georgia |          |  |  |       |  |  |                       |  |  |                          |  |
|                            | Giorgio V di Georgia | Natela Jaqeli          |          |  |  |       |  |  |                       |  |  |                          |  |
| Davide IX di Georgia       | Giorgio V di Georgia |                        |          |  |  |       |  |  |                       |  |  |                          |  |
|                            |                      | …                      | …        |  |  |       |  |  |                       |  |  |                          |  |
|                            |                      | …                      | …        |  |  |       |  |  |                       |  |  |                          |  |
|                            |                      | …                      | …        |  |  |       |  |  |                       |  |  |                          |  |
| Gulkhan-Eudocia di Georgia |                      | …                      |          |  |  |       |  |  |                       |  |  |                          |  |
|                            |                      | Qvarqvare I Jaqeli     | …        |  |  |       |  |  |                       |  |  |                          |  |
|                            |                      | Qvarqvare I Jaqeli     | …        |  |  |       |  |  |                       |  |  |                          |  |
|                            |                      | Qvarqvare I Jaqeli     | …        |  |  |       |  |  |                       |  |  |                          |  |
| Sindukhtar Jaqeli          |                      | Qvarqvare I Jaqeli     |          |  |  |       |  |  |                       |  |  |                          |  |
|                            |                      |                        | …        |  |  |       |  |  |                       |  |  |                          |  |
|                            |                      |                        |          |  |  |       |  |  |                       |  |  |                          |  |
|                            |                      | …                      |          |  |  |       |  |  |                       |  |  |                          |  |
|                            |                      |                        |          |  |  |       |  |  |                       |  |  |                          |  |